# Estación de Elda-Petrel
Elda-Petrel es una estación ferroviaria situada en el municipio español de Elda, en la provincia de Alicante, Comunidad Valenciana. Las instalaciones dan servicio a una conurbanización formada por los municipios de Elda y Petrel. La estación dispone de servicios media distancia ofrecidos por Renfe.

## Situación ferroviaria
Las instalaciones se encuentran situadas en el punto kilométrico 413,9 de la línea férrea de ancho ibérico La Encina-Alicante, a 411 metros de altitud sobre el nivel del mar, entre las estaciones de Sax y de Monóvar. El tramo es de vía única y está electrificado.

## Historia
Los antecedentes de la llegada del ferrocarril a Elda se sitúan en los deseos de conectar Madrid con Alicante tomando como punto de partida la línea Madrid-Aranjuez y su prolongación hasta Albacete vía Alcázar de San Juan por parte de la Compañía del Camino de Hierro de Madrid a Aranjuez que tenía a José de Salamanca como su principal impulsor. El 1 de julio de 1856 José de Salamanca, que se había unido con la familia Rothschild y con la compañía du Chemin de Fer du Grand Central, obtuvieron la concesión de la línea Madrid-Zaragoza que unida a la concesión entre Madrid y Alicante daría lugar al nacimiento de la Compañía de los Ferrocarriles de Madrid a Zaragoza y Alicante (MZA). Esta fue la encargada de inaugurar la estación el 26 de mayo de 1858 con la apertura del tramo Almansa-Alicante. El viaje inaugural fue presidido por Isabel II. A pesar de ello, y según consta en los documentos oficiales de la compañía y en las Memorias de las obras públicas, la puesta efectiva en servicio se realizó algo antes, el 15 de marzo. Inicialmente la estación se llamada simplemente «Elda». 
En 1941 la nacionalización de ferrocarril en España supuso la integración de MZA en la recién creada RENFE. Desde el 31 de diciembre de 2004 Renfe Operadora explota la línea mientras que Adif es la titular de las instalaciones ferroviarias. En julio de 2010, se completaron en el recinto diversas obras de mejora de las instalaciones. Se añadieron ascensores que conectan cada uno de los andenes, marquesinas, se reformó el paso subterráneo y se dotó a la estación de un nuevo sistema de megafonía.
El 18 de junio de 2013, y con motivo de la puesta en marcha del tramo Albacete- Alicante de Alta Velocidad, dejó de prestar servicio el servicio Alvia Madrid-Alicante. Por primera vez en su historia, la estación de Elda-Petrel dejaba de estar conectada de una forma directa a la capital española vía ferrocarril. Desde varias instancias, tanto políticas como ciudadanas, se ha pedido la creación de una línea de cercanías que conecte las ciudades de Elda, Petrel y Villena con la capital provincial.

## La estación
Se sitúa al oeste del núcleo urbano. El edificio para viajeros es una amplia estructura de base rectangular de dos plantas y disposición lateral a las vías. Muestra un diseño clásico y funcional cuyos principales elementos decorativos son unos frontones triangulares ornando la parte superior de puertas y ventanas. Una marquesina de hierro fundido cubre una buena parte del andén lateral. 
Cuenta con cafetería, aseos y aparcamiento. Además el recinto está adaptado a las personas con discapacidad.

## Servicios ferroviarios

### Larga distancia
Desde el 18 de junio de 2013, con la apertura de la nueva estación de alta velocidad de Villena, los trenes Alvia que efectuaban parada en esta estación lo hacen ahora en la nueva de alta velocidad. Debido a esto, ahora los trenes de Larga Distancia que se detienen en la estación, sólo enlazan Elda con Murcia y con Barcelona gracias a varios trenes Intercity.

### Media distancia
Los amplios servicios de Media Distancia de Renfe tienen como principales destinos las ciudades de Jaén, Ciudad Real, Albacete, Alicante, Valencia, Cartagena y Murcia.